# Kristdemokratiska Kvinnoförbundet
Kristdemokratiska Kvinnoförbundet är kvinnoförbund till Kristdemokraterna. Förbundet bildades 1982 och arbetar för att förbättra kvinnans ställning i samhället och jämställdheten mellan kvinnor och män. Förbundet, som även är öppet för män, jobbar aktivt för att engagera och stödja kvinnor till insatser i det politiska arbetet och har cirka 2 000 medlemmar.

## Historik
1972 bildades ett kvinnoråd inom partiet. Rådet utsågs av partistyrelsen och hade som uppgift att leda partiets kvinnoarbete. Ledamöterna utsågs senare på en riksomfattande kvinnokonferens.
17 april 1982 bildades Kristdemokratiska Kvinnoförbundet. Interimsordförande blev Laila Hultberg som var ordförande i partiets kvinnoråd.

## Förbundsordförande
- 1982-1983 Laila Hultberg
- 1983-1996 Margareta Viklund
- 1996-2002 Ulla-Britt Hagström
- 2002-2009 Désirée Pethrus Engström
- 2009-2013  Maria Fälth
- 2009-2013  Marie-Louise Forslund Mustaniemi
- 2013–2020 ?
- 2020– Sarah Kullgren[1]